# Karel V van Frankrijk

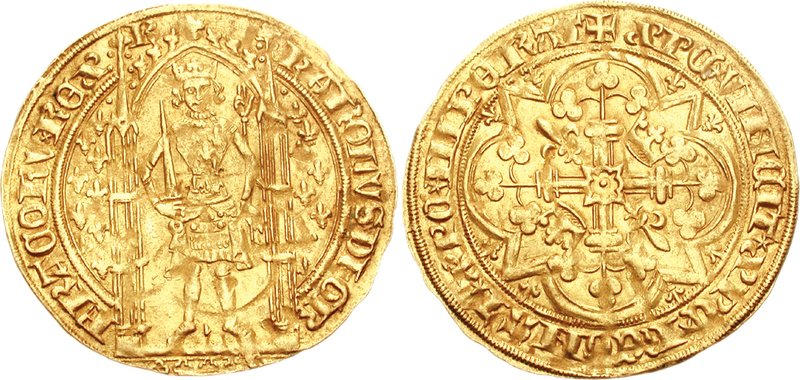
Karel V op een munt uit 1365

Karel V van Frankrijk (Vincennes, 21 januari 1338 - kasteel van Beauté, 16 september 1380), bijgenaamd de Wijze (Frans: Charles le Sage), was koning van Frankrijk van 1364 tot aan zijn dood in 1380 en een lid van het huis Valois. Karel was de eerstgeborene zoon van Jan II van Frankrijk (1319-1364), koning van Frankrijk en Bonne van Luxemburg (1315-1349), dochter van de graaf van Luxemburg. Zijn heerschappij was een hoogtepunt voor Frankrijk tijdens de Honderdjarige Oorlog, met zijn legers die veel van de gebieden herstelden die afgestaan waren aan Eduard III van Engeland bij het Verdrag van Brétigny in 1360.

## Leven

### Jeugd

#### Kinderjaren
Karel werd geboren in Vincennes op 21 januari 1338. Hij werd onderwezen aan het hof met de andere jongens van zijn leeftijd: Filips van Orléans zijn oom, zijn drie broers Lodewijk I van Anjou, Jan van Berry en Filips de Stoute, Lodewijk van Bourbon, Eduard en Robert van Bar, Godefried van Brabant, Lodewijk van Étampes, Lodewijk van Évreux (broer van Karel de Slechte), Jan van Artesië en Karel van Artois, Karel van Alençon en Filips van Rouvres.
Zijn leidsman was waarschijnlijk Sylvestre de La Cervelle, die hem onderwees in Latijn en grammatica. Zijn moeder en zijn grootmoeder langs vaderskant stierven aan de Zwarte Dood in 1349, terwijl hij het hof verliet om zich naar zijn apanage van de Dauphiné te begeven. Zijn grootvader, Filips VI, stierf korte tijd later in 1350.

#### Eerste dauphin van het Franse huis

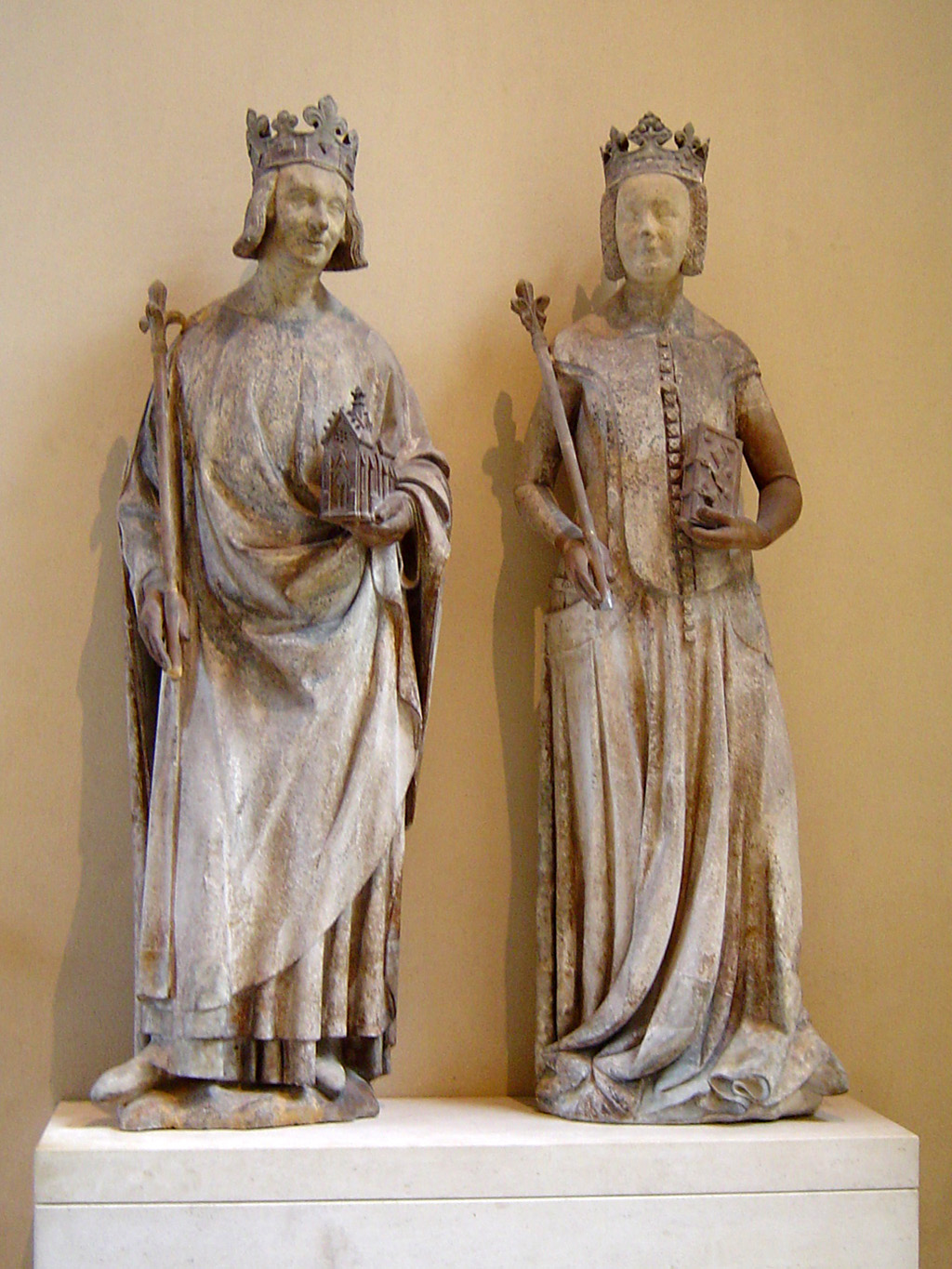
Karel V en Johanna van Bourbon (Louvre, Parijs). Deze waarschijnlijk uit de buitendecoratie van het Louvre afkomstige standbeelden werden in de 19e eeuw door Alexandre Lenoir "gerestaureerd" als Lodewijk IX en Marguerite van Provence, hetgeen de aanwezigheid van een maquette van de Sainte-Chapelle in Parijs in de linkerhand van de koning verklaart.

Graaf Humbert II van Viennois, geruïneerd doordat hij er niet in slaagde belasting te heffen ten gevolge van een kruistocht in Palestina en door de dood van zijn enige zoon zonder erfgenaam, verkocht de Dauphiné, een leen binnen het Heilige Roomse Rijk. Omdat noch de paus noch de keizer zich kandidaat stelden als koper, werd de zaak beklonken met Filips VI.
Volgens het Verdrag van Romans (1349) moest de dauphiné van de Viennois toekomen aan een zoon van de toekomstige koning Jan de Goede. Het is dus Karel, de oudste zoon van deze laatste, die de eerste dauphin van het Franse huis werd. Slechts twaalf jaar oud, wordt hij meteen geconfronteerd met het uitoefenen van de macht wanneer hij van 10 december 1349 tot maart 1350 in Grenoble verblijft. Enkele dagen na zijn aankomst werden de inwoners van Grenoble uitgenodigd op het Notre-Dame-plein, waar een podium was opgetrokken. De jonge Karel nam er plaats op naast de bisschop Jean de Chissé en nam vervolgens de eed van trouw af van de bevolking. In ruil voor hun trouw beloofde hij publiekelijk de stadskeure te respecteren en bevestigde de vrijheden en privileges die Humbert II had opgesomd in een plechtige verordening alvorens zijn abdicatie te ondertekenen. Hij verleende ten slotte ook een amnestie aan al de veroordeelden, met uitzondering van hen die de doodstraf kregen.
Op 8 april 1350 trouwde de dauphin te Tain-l'Hermitage met zijn nicht Johanna van Bourbon. Het voorafgaand akkoord van de paus werd bekomen voor dit consanguïen huwelijk (Karel was namelijk de achterneef van Johanna) wat waarschijnlijk de oorzaak is van de psychische problemen van Karel VI en de zwakke gezondheid van de andere kinderen van Karel V. Het huwelijk werd uitgesteld door de dood van zijn moeder Bonne van Luxemburg en zijn grootmoeder Johanna van Bourgondië, weggerukt door de Zwarte Dood (hij heeft hen niet meer gezien na zijn vertrek naar de Dauphiné). De dauphin was zelf zeer ziek geweest van augustus tot december 1349. Bijeenkomsten van grote groepen waren ingeperkt om de verspreiding van de Pest te vertragen die toen door Europa raasde, waardoor het huwelijk in intieme kring plaatsvond.
De controle over de Dauphiné was waardevol voor Frankrijk, want het graafschap beheerste de Rhônevallei, een belangrijke handelsas tussen de Middellandse Zee en het noorden van Europa sinds de oudheid, wat hen ook in direct contact bracht met Avignon, pauselijke stad en onvermijdelijk diplomatiek centrum van middeleeuws Europa. Ondanks zijn jonge leeftijd wijdde de dauphin zich aan de erkenning van zijn positie door zijn onderdanen, waarbij hij ingreep om een oorlog te beëindigen die woedde tussen twee families van vazallen. Hij verwierf op die manier ervaring die hem later erg van pas zou komen.

### De lange weg naar het koningschap

#### Regentschap
Karel was een zoon van koning Jan II van Frankrijk, die hij tijdens diens gevangenschap in Engeland van 1356 tot 1360 als regent verving. In 1357 werd de Staten-Generaal bijeengeroepen om te stemmen over de invoering van nieuwe oorlogsbelastingen. Tijdens de zitting wist Étienne Marcel, de leider van de Parijse koopliedengilden, de burgerij op te zetten tegen de regent, die onder grote druk de koninklijke administratie grondig moest hervormen. Toen deze concessies (vastgelegd in de Grande Ordonnance) grotendeels fictief bleken, brak in februari 1358 een algemene opstand uit (de Jacquerie), die Karel spoedig wist te bedwingen.
Eduards derde invasie in Frankrijk werd onder leiding van Karel V met de tactiek van de verschroeide aarde en verschansd in de steden een mislukking en eindigde in 1360 met Zwarte Maandag voor Eduard voor de muren van Chartres en het Verdrag van Brétigny.

### Koning van Frankrijk

Wapen van Karel V

#### Honderdjarige Oorlog
Tijdens zijn persoonlijke regering (sinds 1364) wist hij het ondermijnde staatsgezag te herstellen door een steviger uitbouw van het staatsapparaat, voornamelijk op fiscaal gebied. Bovendien werd Frankrijks militair potentieel zodanig uitgebreid dat een hervatting van de Honderdjarige Oorlog tegen Engeland in 1368 mogelijk werd. Karel V nam zelf niet actief deel aan de vijandelijkheden, maar met de hulp van zijn bekwame generaals Bertrand du Guesclin en Olivier de Clisson wist hij in twaalf jaar tijd het in 1360 verloren deel van Frankrijk grotendeels te heroveren. Toen in 1380 de koning en du Guesclin beiden overleden, bezaten de Engelsen op Franse bodem nog enkel Calais, Cherbourg, Brest, Bordeaux en Bayonne. Een poging om in 1378 het hertogdom Bretagne te heroveren mislukte evenwel. Hij overleed in 1380 aan een slepende ziekte. Hij was zijn hele leven lichamelijk al niet sterk.

## Herstel van het koninklijk gezag

### Karel Vde Wijze
Karel V was een wijze en geletterde vorst, die zich in zijn beleid geestelijk liet inspireren door Aristoteles' Politica en door het lichtende voorbeeld van zijn voorganger, Lodewijk de Heilige. Hij hield echter wel van pracht en praal, en besteedde daaraan meer geld dan zijn schatkist hem toeliet. Hij vereeuwigde zijn naam door de bouw van paleizen en forten (o.a. Vincennes en de Bastille), vergrootte het Louvre, dat onder Filips Augustus was begonnen, en stichtte de grote Bibliothèque Royale die hij met zeldzame boekwerken verrijkte. Hij bracht de meerderjarigheid voor Franse koningen op 14 jaar en verleende aan koningszonen een toelage in plaats van de traditionele apanage.

### Graftombes

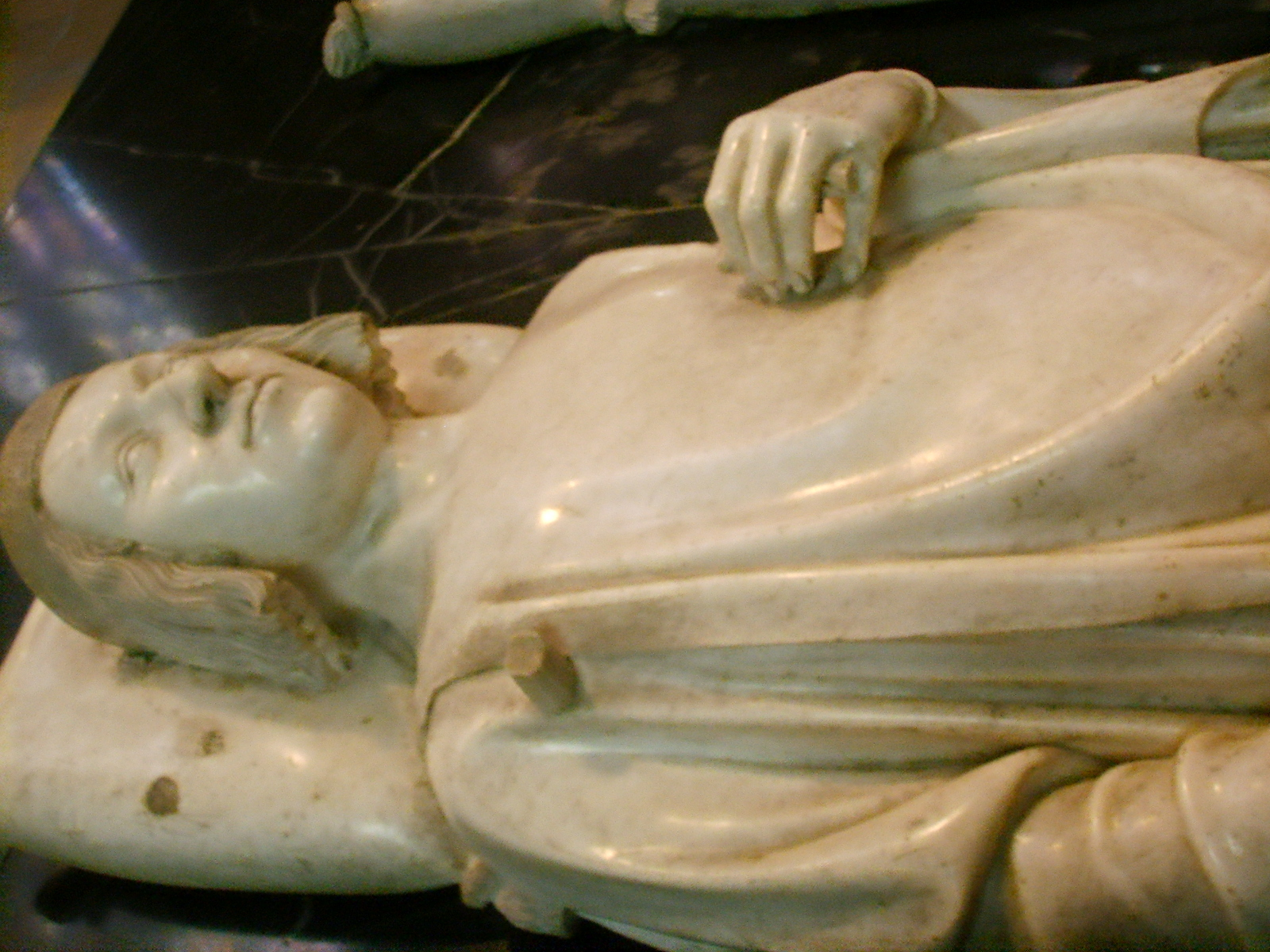
Beauneveu: Gisant van de Franse vorst Karel V

Met een aantal graftombes wilde Karel V de eerste leden van het huis Valois een begraafplaats in de Abdij van Saint-Denis geven en zo het dynastieke huis als heersers van Frankrijk legitimeren. De opdracht werd verleend aan de beeldhouwer André Beauneveu in 1364, waarbij het ging om graftombes voor zijn grootouders langs vaders zijde Filips VI van Frankrijk en Johanna van Bourgondië, zijn vader Jan II van Frankrijk en voor zichzelf. Omdat de graftombe van Karel V werd gemaakt toen hij zelf 27 jaar oud was, wordt aangenomen dat er een hoge mate van gelijkenis is met de koning zelf.

## Huwelijk en kinderen
Karel was gehuwd met Johanna van Bourbon (1337-1378), dochter van Peter I van Bourbon, en werd de vader van:
- Johanna (1359-1360)
- Bonna (1360-1360)
- Jan (1366-1366)
- Karel VI (1368-1422)
- Maria
- Lodewijk I van Orléans (1372-1407)
- Isabella (1373-1377)
- Catharina (1378-1388), in 1386 gehuwd met haar neef Jan II (1363-1402), zoon van Jan van Berry (1340-1416) (huwelijk niet geconsummeerd).

## Kwartierstaat (voorouders)
| Karel van Valois (1270-1325)      | Karel van Valois (1270-1325)      | Karel van Valois (1270-1325)      | Karel van Valois (1270-1325)      | Karel van Valois (1270-1325)        | Karel van Valois (1270-1325)        | Margaretha van Anjou (1273-1299)    | Margaretha van Anjou (1273-1299)    | Margaretha van Anjou (1273-1299)    | Margaretha van Anjou (1273-1299)    | Margaretha van Anjou (1273-1299) | Margaretha van Anjou (1273-1299) |                                  |                                  | Robert II van Bourgondië (1248-1306) | Robert II van Bourgondië (1248-1306) | Robert II van Bourgondië (1248-1306) | Robert II van Bourgondië (1248-1306) | Robert II van Bourgondië (1248-1306) | Robert II van Bourgondië (1248-1306) | Agnes Capet (1260-1325)            | Agnes Capet (1260-1325)            | Agnes Capet (1260-1325) | Agnes Capet (1260-1325) | Agnes Capet (1260-1325)      | Agnes Capet (1260-1325)      |                              |                              | Keizer Hendrik VII (1274-1313) | Keizer Hendrik VII (1274-1313) | Keizer Hendrik VII (1274-1313) | Keizer Hendrik VII (1274-1313) | Keizer Hendrik VII (1274-1313)    | Keizer Hendrik VII (1274-1313)    | Margaretha van Brabant (1276-1311) | Margaretha van Brabant (1276-1311) | Margaretha van Brabant (1276-1311) | Margaretha van Brabant (1276-1311) | Margaretha van Brabant (1276-1311) | Margaretha van Brabant (1276-1311) |                                 |                                 | Wenceslaus II van Bohemen (1271-1305) | Wenceslaus II van Bohemen (1271-1305) | Wenceslaus II van Bohemen (1271-1305) | Wenceslaus II van Bohemen (1271-1305) | Wenceslaus II van Bohemen (1271-1305) | Wenceslaus II van Bohemen (1271-1305) | Judith van Habsburg (1271-1297)     | Judith van Habsburg (1271-1297)     | Judith van Habsburg (1271-1297)    | Judith van Habsburg (1271-1297)    | Judith van Habsburg (1271-1297)    | Judith van Habsburg (1271-1297)    |  |  |  |  |  |  |  |  |  |  |  |  |  |  |  |  |  |  |  |  |  |  |  |  |  |  |  |  |  |  |  |  |  |  |  |  |  |  |  |  |  |  |  |  |  |  |  |  |
| Karel van Valois (1270-1325)      | Karel van Valois (1270-1325)      | Karel van Valois (1270-1325)      | Karel van Valois (1270-1325)      | Karel van Valois (1270-1325)        | Karel van Valois (1270-1325)        | Margaretha van Anjou (1273-1299)    | Margaretha van Anjou (1273-1299)    | Margaretha van Anjou (1273-1299)    | Margaretha van Anjou (1273-1299)    | Margaretha van Anjou (1273-1299) | Margaretha van Anjou (1273-1299) |                                  |                                  | Robert II van Bourgondië (1248-1306) | Robert II van Bourgondië (1248-1306) | Robert II van Bourgondië (1248-1306) | Robert II van Bourgondië (1248-1306) | Robert II van Bourgondië (1248-1306) | Robert II van Bourgondië (1248-1306) | Agnes Capet (1260-1325)            | Agnes Capet (1260-1325)            | Agnes Capet (1260-1325) | Agnes Capet (1260-1325) | Agnes Capet (1260-1325)      | Agnes Capet (1260-1325)      |                              |                              | Keizer Hendrik VII (1274-1313) | Keizer Hendrik VII (1274-1313) | Keizer Hendrik VII (1274-1313) | Keizer Hendrik VII (1274-1313) | Keizer Hendrik VII (1274-1313)    | Keizer Hendrik VII (1274-1313)    | Margaretha van Brabant (1276-1311) | Margaretha van Brabant (1276-1311) | Margaretha van Brabant (1276-1311) | Margaretha van Brabant (1276-1311) | Margaretha van Brabant (1276-1311) | Margaretha van Brabant (1276-1311) |                                 |                                 | Wenceslaus II van Bohemen (1271-1305) | Wenceslaus II van Bohemen (1271-1305) | Wenceslaus II van Bohemen (1271-1305) | Wenceslaus II van Bohemen (1271-1305) | Wenceslaus II van Bohemen (1271-1305) | Wenceslaus II van Bohemen (1271-1305) | Judith van Habsburg (1271-1297)     | Judith van Habsburg (1271-1297)     | Judith van Habsburg (1271-1297)    | Judith van Habsburg (1271-1297)    | Judith van Habsburg (1271-1297)    | Judith van Habsburg (1271-1297)    |  |  |  |  |  |  |  |  |  |  |  |  |  |  |  |  |  |  |  |  |  |  |  |  |  |  |  |  |  |  |  |  |  |  |  |  |  |  |  |  |  |  |  |  |  |  |  |  |
|                                   |                                   |                                   |                                   |                                     |                                     |                                     |                                     |                                     |                                     |                                  |                                  |                                  |                                  |                                      |                                      |                                      |                                      |                                      |                                      |                                    |                                    |                         |                         |                              |                              |                              |                              |                                |                                |                                |                                |                                   |                                   |                                    |                                    |                                    |                                    |                                    |                                    |                                 |                                 |                                       |                                       |                                       |                                       |                                       |                                       |                                     |                                     |                                    |                                    |                                    |                                    |  |  |  |  |  |  |  |  |  |  |  |  |  |  |  |  |  |  |  |  |  |  |  |  |  |  |  |  |  |  |  |  |  |  |  |  |  |  |  |  |  |  |  |  |  |  |  |  |
|                                   |                                   |                                   |                                   | Filips VI van Frankrijk (1293-1350) | Filips VI van Frankrijk (1293-1350) | Filips VI van Frankrijk (1293-1350) | Filips VI van Frankrijk (1293-1350) | Filips VI van Frankrijk (1293-1350) | Filips VI van Frankrijk (1293-1350) |                                  |                                  |                                  |                                  |                                      |                                      | Johanna van Bourgondië (1293-1349)   | Johanna van Bourgondië (1293-1349)   | Johanna van Bourgondië (1293-1349)   | Johanna van Bourgondië (1293-1349)   | Johanna van Bourgondië (1293-1349) | Johanna van Bourgondië (1293-1349) |                         |                         |                              |                              |                              |                              |                                |                                |                                |                                | Jan de Blinde (1296-1346)         | Jan de Blinde (1296-1346)         | Jan de Blinde (1296-1346)          | Jan de Blinde (1296-1346)          | Jan de Blinde (1296-1346)          | Jan de Blinde (1296-1346)          |                                    |                                    |                                 |                                 |                                       |                                       | Elisabeth I van Bohemen (1292-1330)   | Elisabeth I van Bohemen (1292-1330)   | Elisabeth I van Bohemen (1292-1330)   | Elisabeth I van Bohemen (1292-1330)   | Elisabeth I van Bohemen (1292-1330) | Elisabeth I van Bohemen (1292-1330) |                                    |                                    |                                    |                                    |  |  |  |  |  |  |  |  |  |  |  |  |  |  |  |  |  |  |  |  |  |  |  |  |  |  |  |  |  |  |  |  |  |  |  |  |  |  |  |  |  |  |  |  |  |  |  |  |
|                                   |                                   |                                   |                                   | Filips VI van Frankrijk (1293-1350) | Filips VI van Frankrijk (1293-1350) | Filips VI van Frankrijk (1293-1350) | Filips VI van Frankrijk (1293-1350) | Filips VI van Frankrijk (1293-1350) | Filips VI van Frankrijk (1293-1350) |                                  |                                  |                                  |                                  |                                      |                                      | Johanna van Bourgondië (1293-1349)   | Johanna van Bourgondië (1293-1349)   | Johanna van Bourgondië (1293-1349)   | Johanna van Bourgondië (1293-1349)   | Johanna van Bourgondië (1293-1349) | Johanna van Bourgondië (1293-1349) |                         |                         |                              |                              |                              |                              |                                |                                |                                |                                | Jan de Blinde (1296-1346)         | Jan de Blinde (1296-1346)         | Jan de Blinde (1296-1346)          | Jan de Blinde (1296-1346)          | Jan de Blinde (1296-1346)          | Jan de Blinde (1296-1346)          |                                    |                                    |                                 |                                 |                                       |                                       | Elisabeth I van Bohemen (1292-1330)   | Elisabeth I van Bohemen (1292-1330)   | Elisabeth I van Bohemen (1292-1330)   | Elisabeth I van Bohemen (1292-1330)   | Elisabeth I van Bohemen (1292-1330) | Elisabeth I van Bohemen (1292-1330) |                                    |                                    |                                    |                                    |  |  |  |  |  |  |  |  |  |  |  |  |  |  |  |  |  |  |  |  |  |  |  |  |  |  |  |  |  |  |  |  |  |  |  |  |  |  |  |  |  |  |  |  |  |  |  |  |
|                                   |                                   |                                   |                                   |                                     |                                     |                                     |                                     |                                     |                                     | Jan II van Frankrijk (1319-1364) | Jan II van Frankrijk (1319-1364) | Jan II van Frankrijk (1319-1364) | Jan II van Frankrijk (1319-1364) | Jan II van Frankrijk (1319-1364)     | Jan II van Frankrijk (1319-1364)     |                                      |                                      |                                      |                                      |                                    |                                    |                         |                         |                              |                              |                              |                              |                                |                                |                                |                                |                                   |                                   |                                    |                                    |                                    |                                    | Bonne van Luxemburg (1315-1349)    | Bonne van Luxemburg (1315-1349)    | Bonne van Luxemburg (1315-1349) | Bonne van Luxemburg (1315-1349) | Bonne van Luxemburg (1315-1349)       | Bonne van Luxemburg (1315-1349)       |                                       |                                       |                                       |                                       |                                     |                                     |                                    |                                    |                                    |                                    |  |  |  |  |  |  |  |  |  |  |  |  |  |  |  |  |  |  |  |  |  |  |  |  |  |  |  |  |  |  |  |  |  |  |  |  |  |  |  |  |  |  |  |  |  |  |  |  |
|                                   |                                   |                                   |                                   |                                     |                                     |                                     |                                     |                                     |                                     | Jan II van Frankrijk (1319-1364) | Jan II van Frankrijk (1319-1364) | Jan II van Frankrijk (1319-1364) | Jan II van Frankrijk (1319-1364) | Jan II van Frankrijk (1319-1364)     | Jan II van Frankrijk (1319-1364)     |                                      |                                      |                                      |                                      |                                    |                                    |                         |                         |                              |                              |                              |                              |                                |                                |                                |                                |                                   |                                   |                                    |                                    |                                    |                                    | Bonne van Luxemburg (1315-1349)    | Bonne van Luxemburg (1315-1349)    | Bonne van Luxemburg (1315-1349) | Bonne van Luxemburg (1315-1349) | Bonne van Luxemburg (1315-1349)       | Bonne van Luxemburg (1315-1349)       |                                       |                                       |                                       |                                       |                                     |                                     |                                    |                                    |                                    |                                    |  |  |  |  |  |  |  |  |  |  |  |  |  |  |  |  |  |  |  |  |  |  |  |  |  |  |  |  |  |  |  |  |  |  |  |  |  |  |  |  |  |  |  |  |  |  |  |  |
|                                   |                                   |                                   |                                   |                                     |                                     |                                     |                                     |                                     |                                     |                                  |                                  |                                  |                                  |                                      |                                      |                                      |                                      |                                      |                                      |                                    |                                    |                         |                         |                              |                              |                              |                              |                                |                                |                                |                                |                                   |                                   |                                    |                                    |                                    |                                    |                                    |                                    |                                 |                                 |                                       |                                       |                                       |                                       |                                       |                                       |                                     |                                     |                                    |                                    |                                    |                                    |  |  |  |  |  |  |  |  |  |  |  |  |  |  |  |  |  |  |  |  |  |  |  |  |  |  |  |  |  |  |  |  |  |  |  |  |  |  |  |  |  |  |  |  |  |  |  |  |
|                                   |                                   |                                   |                                   |                                     |                                     |                                     |                                     |                                     |                                     |                                  |                                  |                                  |                                  |                                      |                                      |                                      |                                      |                                      |                                      |                                    |                                    |                         |                         |                              |                              |                              |                              |                                |                                |                                |                                |                                   |                                   |                                    |                                    |                                    |                                    |                                    |                                    |                                 |                                 |                                       |                                       |                                       |                                       |                                       |                                       |                                     |                                     |                                    |                                    |                                    |                                    |  |  |  |  |  |  |  |  |  |  |  |  |  |  |  |  |  |  |  |  |  |  |  |  |  |  |  |  |  |  |  |  |  |  |  |  |  |  |  |  |  |  |  |  |  |  |  |  |
| Karel V van Frankrijk (1338-1380) | Karel V van Frankrijk (1338-1380) | Karel V van Frankrijk (1338-1380) | Karel V van Frankrijk (1338-1380) | Karel V van Frankrijk (1338-1380)   | Karel V van Frankrijk (1338-1380)   |                                     |                                     | Lodewijk I van Anjou (1339-1384)    | Lodewijk I van Anjou (1339-1384)    | Lodewijk I van Anjou (1339-1384) | Lodewijk I van Anjou (1339-1384) | Lodewijk I van Anjou (1339-1384) | Lodewijk I van Anjou (1339-1384) |                                      |                                      | Jan van Berry (1340-1416)            | Jan van Berry (1340-1416)            | Jan van Berry (1340-1416)            | Jan van Berry (1340-1416)            | Jan van Berry (1340-1416)          | Jan van Berry (1340-1416)          |                         |                         | Filips de Stoute (1342-1404) | Filips de Stoute (1342-1404) | Filips de Stoute (1342-1404) | Filips de Stoute (1342-1404) | Filips de Stoute (1342-1404)   | Filips de Stoute (1342-1404)   |                                |                                | Johanna van Frankrijk (1343-1373) | Johanna van Frankrijk (1343-1373) | Johanna van Frankrijk (1343-1373)  | Johanna van Frankrijk (1343-1373)  | Johanna van Frankrijk (1343-1373)  | Johanna van Frankrijk (1343-1373)  |                                    |                                    | Maria van Frankrijk (1344-1404) | Maria van Frankrijk (1344-1404) | Maria van Frankrijk (1344-1404)       | Maria van Frankrijk (1344-1404)       | Maria van Frankrijk (1344-1404)       | Maria van Frankrijk (1344-1404)       |                                       |                                       | Isabella van Frankrijk (1348-1372)  | Isabella van Frankrijk (1348-1372)  | Isabella van Frankrijk (1348-1372) | Isabella van Frankrijk (1348-1372) | Isabella van Frankrijk (1348-1372) | Isabella van Frankrijk (1348-1372) |  |  |  |  |  |  |  |  |  |  |  |  |  |  |  |  |  |  |  |  |  |  |  |  |  |  |  |  |  |  |  |  |  |  |  |  |  |  |  |  |  |  |  |  |  |  |  |  |